# 魏國彥
魏國彥（1953年2月5日—），中華民國地質科學學者，前行政院環境保護署署長。
美國羅德島大學海洋學博士，曾於美國加州大學聖塔芭芭拉分校海洋研究所博士後研究以及擔任耶魯大學地質與地球物理學系助理教授，也曾任行政院研究發展考核委員會副主任委員、台北市研究發展考核委員會主任委員、台灣大學地質系教授、中央研究院地球科學研究所兼任研究員。

## 学经历

### 學歷
民國76年（1987年）美國羅德島大學海洋學博士

### 經歷
- 民國76年－77年（1987年－1988年）美國加州大學聖塔芭芭拉分校海洋研究所博士後研究
- 民國77年－83年（1988年－1994年）美國耶魯大學地質與地球物理學系助理教授
- 民國83年（1994年）國立臺灣大學地質系教授
- 民國90年（2001年）中央研究院地球科學研究所兼任研究員
- 民國98年－99年（2009年－2010年）行政院研究發展考核委員會副主任委員
- 民國99年－101年（2010年－2012年）臺北市研究發展考核委員會主任委員
- 民國103年3月3日－105年5月20日（2014年－2016年）行政院環境保護署署長[2]

## 施政构想
- 魏国彦表示，面临组织改造，环保署将面临整并原经济部水利署、矿业司、矿务局及中央地质调查所、行政院农业委员会水土保持局及林务局、内政部营建署及交通部中央气象局等。这也是环保署升格“环境资源部”的巨大挑战。
- 未来环境资源部也将主管气候、水利、环保、天然资源、水土保持、国家公园等攸关国土环境的事务，职权广泛。环保署升格环资部还有最后一哩路，他接下这个接力棒后，会尽快在近期内达成目标。
- 要整合跨部会跨专业的业务，是环资部棘手问题。对此，魏国彦坦言，这些攸关环境事务业务分散在各部会，确实是一种行政成本的浪费，未来他会善用自己在地质、海洋、生态及气候学等领域的专业，带领台湾环境保护工作走上更宽广的视野。
- 对于环保署相关业务，魏国彦说他不会感到陌生，也无所畏惧。任职研考会副主委期间曾担任过环评审查委员会审查委员，也曾参与土污基改会相关审查研究计划。
- 魏国彦说，环境是公共财，上任后会尽力做好沟通协调的工作，也会适时向沈世宏请益。[3]

## 逸事
魏国彦接受媒体访问时自己爆料说：「我就是《击壤歌》中小虾（知名作家朱天心）口中的魏哥哥」。他说，大四时因担任救国团辅导员，同天认识朱天心及前国民党立委雷倩，且情谊至今不变。

## 外部連結
- 國立臺灣大學地質學系魏國彥網頁

| 中華民國政府職務 | 中華民國政府職務                                | 中華民國政府職務 |
| ---------------- | ----------------------------------------------- | ---------------- |
| 行政院           |                                                 |                  |
| 前任： 沈世宏    | 環保署署長 第十一任 2014年3月3日－2016年5月20日 | 繼任： 李應元    |